# Primera División 1933 (Costa Rica)
La Primera División costaricana del 1933, tredicesima edizione della massima serie del campionato costaricano di calcio, fu vinta dall'Herediano, al suo ottavo titolo.
Vi parteciparono otto squadre.
Questo campionato ebbe per la prima volta una forma diversa da quella con girone all'italiana di andata e ritorno: si disputò infatti un primo turno, quello delle Eliminatoria, con solo gare d'andata e uno finale riservato alle quattro squadre meglio classificate. Tuttavia i punti ottenuti nella prima parte del campionato erano validi anche nella seconda, con l'effetto di formare metà classifica con squadre che avevano disputato dieci partite e metà con squadre che ne avevano disputate invece sette.

## Avvenimenti
Nel 1933 la più grande novità fu appunto il cambiamento del "format" del torneo. Nonostante questi cambiamenti rimase ai vertici l'Herediano che ottenne, prima squadra in Costa Rica, la vittoria del quarto campionato di fila (tetracampeonato).
In totale la squadra di Heredia riuscì a vincere sette partite, a pareggiarne due e a perderne solamente una. Inoltre divenne l'Equipo de las grandes jornadas internacionales in quanto riuscì a battere per due volte in amichevole (4-2 e 3-1 i risultati) la più forte squadra cilena dell'epoca, l'Audax Italiano, che, nel suo tour costaricano, aveva già battuto il La Libertad per 3-2 e il CS Buenos Aires per 3-1. Unica nota dolente nella stagione fu l'eliminazione dalla Copa Cafiaspirina, la coppa nazionale, per 2-1 ad opera del CS México (il torneo venne poi vinto dal La Libertad).
Durante questa stagione la "sorpresa" fu il CS Buenos Aires, che riuscì ad arrivare al girone finale classificandosi quarto.
In questa stagione vi fu anche una goleada per 8-1 del Deportivo Alajuela Junior contro l'Orión, ancora oggi la maggior vittoria di questa squadra in massima serie.
Infine, durante la primavera, il La Libertad organizzò un tour amichevole in Honduras dove sconfisse, il 27 marzo, la nazionale per 1-0 e l'Olimpia per 6-0.

## Classifica
A causa delle particolari regole di questa stagione si disputò un primo girone con gara unica (Eliminatoria) seguito da un altro girone riservato solo alle prime quattro. La classifica fu tuttavia costruita sommando i punti di entrambi i turni.
|    | Classifica                | Pt | G  | V | N | P | GF | GS |
| -- | ------------------------- | -- | -- | - | - | - | -- | -- |
| 1. | Herediano                 | 16 | 10 | 7 | 2 | 1 | 29 | 14 |
| 2. | Gimnástica Espaňola       | 13 | 10 | 6 | 1 | 3 | 28 | 16 |
| 3. | La Libertad               | 12 | 10 | 5 | 2 | 3 | 22 | 15 |
| 4. | CS Buenos Aires           | 12 | 10 | 6 | 0 | 4 | 36 | 31 |
| 5. | Deportivo Alajuela Junior | 6  | 7  | 3 | 0 | 4 | 22 | 24 |
| 6. | Orión                     | 4  | 7  | 1 | 2 | 4 | 16 | 32 |
| 7. | CS México                 | 3  | 7  | 1 | 1 | 5 | 9  | 21 |
| 8. | Alajuelense               | 2  | 7  | 0 | 2 | 5 | 9  | 18 |

## Squadra campione
- Herediano - Campione della Costa Rica 1933

### Rosa
- Ismael Quesada
- Milton Valverde
- Jeremías Vargas
- José Salazar
- Santiago Bonilla
- Eladio Rosabal
- Manuel Zúñiga
- Carlos Rodríguez
- Manuel Zamora
- Aníbal Varela
- Rafael Herrera
- Juan Salas
- Santiago Campos
- Francisco Fuentes
- Luis Barrantes
- Abel Sandoval